# Agnė Stankūnaitė
Agnė Stankūnaitė (Kaunas, 29 marzo 1984) è una modella lituana, molto conosciuta nell'ambiente della moda, poiché vi lavora da quando aveva 16 anni.

## Biografia
Nel 2007 è stata scelta come una delle due "Madre Natura" per il programma di Canale 5 Ciao Darwin, condotto da Paolo Bonolis.